# 使徒たち
『使徒たち』（しとたち、The Apostles）作品49は、エドワード・エルガーが作曲した複数の独唱者、合唱と管弦楽のためのオラトリオ。1903年10月14日に初演された。

## 概要
『エニグマ変奏曲』（1899年）や『ゲロンティアスの夢』（1900年）で国際的な成功を手にしたエルガーは、『ゲロンティアスの夢』の初演が行われたバーミンガム・トリエンナーレ音楽祭から新作の合唱作品の委嘱を受けた。これに触発されたエルガーは、温めていた題材を基に大規模作品を作曲することになる。作曲者自身の言に依れば、彼が言葉を選ぶようになる以前の幼少期からの構想であったという。『使徒たち』は次作の『神の国』と同じく、イエス・キリストの弟子たちと想像を超えた出来事を目撃した彼らの反応を描いている。
委嘱の手配は1901年12月に行われていたものの、エルガーは『戴冠式頌歌』作品44の作曲とリハーサルが終了する1902年7月まで、『使徒たち』には注意を払ってこなかった。エルガーの頭にあったリブレットには、ワーグナーの『ナザレのイエス』のスケッチやロングフェローの詩である『神の悲劇』と同様、長大な聖書に基づく記述が入ることになっていた。彼は聖書の文言からリブレットを構成したが、これはヘンデルの『メサイア』（1741年）やメンデルスゾーンの『エリヤ』（1836年）など、過去の主要なオラトリオにおいて採られたのと同じ方法であった。かなりの遅れはあったものの、エルガーは最終的に1902年の12月半ばになって正式に作曲を開始する。作品はヴォーカル譜の形で1903年6月に、総譜としては同年8月17日に完成した。
『使徒たち』は十二使徒と彼らが体験したイエスの説法、奇跡、磔刑、復活、昇天を描いた説話的な作品である。『神の国』ではさらにその後の話が描かれる。エルガーは哲学的な土台よりも人間の動機づけにより大きな関心を持っており、この作品において目立った活躍をするのは2人の罪人、マグダラのマリアとイスカリオテのユダである。
エルガーの着想はひとつの作品のうちに収まりきらなかった。『神の国』は当初『使徒たち』の後半部と考えられていたが、彼は後にこれらを三部作の最初の2作品であると考えるようになる。第3の作品は『最後の審判』となる予定であったが、1920年までの間に散発的にスケッチが行われただけで、完成に至ることはなかった。
指揮者のユリウス・ブーツはこの作品をドイツ語訳し、ドイツ初演を手掛けている。

## 楽器編成
大規模な管弦楽団、夜明けを告げるショファルを含む（通常はフリューゲルホルンなどの一般的な楽器で代用される）。2群の合唱と小合唱、6人の独唱者（ソプラノ：聖母マリアと天使ガブリエル、アルト：マグダラのマリア、テノール：聖ヨハネ、バス：聖ペトロ、バス：イエス、バス：イスカリオテのユダ）

## 構成
この作品は2部、7節に分かれており、連続して演奏される。テクストは聖書とその外典から採られている。

### 第1部
1. "The Calling of the Apostles" 音楽は夜明け前から始まる。日の出とともに使徒たちがひとりひとり選ばれていく。
2. "By the Wayside" イエスの説法が描写される。中でも特に真福九端が想起される。
3. "By the Sea of Galilee" 海を渡ること自体は付随的に描かれる。ここではマグダラのマリアに焦点が当てられる。嵐の夜の場面の後、彼女が改宗する様子が描かれる。続いて場面はカエサレア・ピリピとカペナウムへと移る。この場面は作曲の最後の方で付け加えられた合唱によるエピローグ「Turn ye to the stronghold」へと続く。

### 第2部
1. "The Betrayal" 受難の話に続く場面であるが、ユダの人柄と動機づけに重点が置かれている。彼はイエスを操り、聖なる力を見せ、自らの王国の建国を余儀なくさせているかのように描かれる。裁判と罪の宣告は「舞台外」で、寺院と野次馬を表す合唱が加わって行われる。最後にユダは絶望に負ける。
2. "Golgotha" 磔刑の場面で、エルガーは「スケッチに過ぎない」と語っている。イエスの臨終の言葉である「Eli, eli, lama sabachthani」は管弦楽のみで奏される。続いて合唱がピアニッシモで「Truly this was the son of God（真にこの人は神の子だった）」と応じる。
3. "At the Sepulchre" 復活の物語は語り手と天使の合唱により、幸福で春を思わせる間奏曲の中で簡潔に語られる。
4. "The Ascension" 奇跡はほとんど付随的な扱いである。主眼は、使徒たちが天使たちの賛美の輪に加わりながらも、地上に教会を建てようとしているところに置かれる。この様子が楽曲の終わりを告げ、独唱陣、合唱、管弦楽を総動員した響きを用いて描かれる。